# Jnum
Jnum "El que modela", fue un dios creador en la mitología egipcia.. 
Otros nombres: Janum, Knum, Khnum o Junum.

## Iconografía
Fue representado como hombre con cabeza de carnero, tocado con la corona Atef, portando el cetro uas y el anj.

## Mitología
Era considerado el creador del huevo primordial de donde surgió la luz solar, al inicio de los tiempos, que dio vida al mundo. Dios alfarero que modelaba a las personas con lodo del río Nilo, creando su ka en el momento de nacer. Dios de la fertilidad, se cree que es el creador de los cuerpos de los niños humanos. También era guardián de las aguas del inframundo (Duat) y custodio de las fuentes del Nilo en Elefantina.
Según una tradición, Jnum creaba a los hombres con su torno de alfarero, pero rompió su rueda.
Cansado de hacerla girar, colocó en cada mujer  una parte de ella. desde entonces pudieron reproducirse sin su intervención.
Formó parte de la tríada de Esna, con Satis y Neit; de la tríada de Elefantina, siendo esposo de Satis y padre de Anukis; en la Baja Época serán con Neit y Heka con quienes forma tríada. Era el esposo de Heket en Antinoe. 

### Representación
Fue representado como: Jnum Nehep "el creador".

## Epítetos
Recibió los títulos o epítetos de: "El que modela", "Señor de la catarata", "Señor del Más Allá", "Padre de los padres y Madre de las madres".

## Sincretismo
Se le asoció con los dioses Ra, Ptah, Amón y Jepri.

## Culto
Fue venerado principalmente en Elefantina y Esna. También en File, Hypselis y Antinoópolis. 

## Nombres teóforos
El nombre del dios Jnum aparece en la titulatura del faraón Keops, en la forma «Jnum me protege».
| Xnm | w | E10 | \| \| | Xnm | m | w | C4 |
|     |   |     |       |     |   |   |    |

|  |

| Xnm | w | E10 | \| \| | Xnm | m | w | C4 |
|     |   |     |       |     |   |   |    |

|  |